# Liste der Kulturdenkmale in Jagel
In der Liste der Kulturdenkmale in Jagel sind alle Kulturdenkmale der schleswig-holsteinischen Gemeinde Jagel (Kreis Schleswig-Flensburg) und ihrer Ortsteile aufgelistet (Stand: 14. April 2025).
Die Bodendenkmale sind in der Liste der Bodendenkmale in Jagel aufgeführt.

## Legende
In den Spalten befinden sich folgende Informationen:
- Objekt-ID: die Nummer des Kulturdenkmales
- Lage: die Adresse des Kulturdenkmales und die geographischen Koordinaten. Kartenansicht, um Koordinaten zu setzen. In der Kartenansicht sind Kulturdenkmale ohne Koordinaten mit einem roten Marker dargestellt und können in der Karte gesetzt werden. Kulturdenkmale ohne Bild sind mit einem blauen Marker gekennzeichnet, Kulturdenkmale mit Bild mit einem grünen Marker.
- Offizielle Bezeichnung: Bezeichnung des Kulturdenkmales
- Beschreibung: die Beschreibung des Kulturdenkmales
- Bild: ein Bild des Kulturdenkmales

## Gründenkmale
| Objekt-ID | Lage                                     | Offizielle Bezeichnung | Beschreibung | Bild            |
| --------- | ---------------------------------------- | ---------------------- | --- | --------------- |
| 36581     | Selker Weg (54° 27′ 26″ N, 9° 32′ 19″ O) | Doppeleiche            | Doppeleiche; 1914; gepflanzt zum 50-jährigen Jubiläum der Schlacht bei Jagel (während der Schleswig-Holsteinischen Erhebung am 3. Februar 1864); mit Gedenkstein - Begründung: geschichtlich, wissenschaftlich, städtebaulich - Schutzumfang: Doppeleiche, Gedenkstein - Denkmaltyp: Gründenkmal | Fotos hochladen |

## Quelle
- Liste der Kulturdenkmale in Schleswig-Holstein – Kreis Schleswig-Flensburg

- Karte mit allen Koordinaten:
- OSM |
- WikiMap